# Saw Sa
Saw Sa FRCS MBE (birmanês: စော ဆ; também conhecida como Saw Hsa, Ma Saw Sa, Daw Saw Sa; 1 de agosto de 1884 – 28 de fevereiro de 1962) foi uma médica birmanesa, parteira, administradora de hospital, missionária cristã, sufragista e oficial do governo. A Dra. Saw Sa foi a primeira mulher birmanesa a obter um diploma de medicina avançada e a primeira mulher a servir na câmara alta do parlamento colonial.

## Início da vida
Saw Sa era filha de pais cristãos birmaneses. Seu pai, Po Saw, era um oficial do governo (wundauk) de Prome. Ela foi a primeira mulher a se formar no Judson College, administrado pelos batistas, em Rangum, na Birmânia Britânica. Ela recebeu uma bolsa de estudos missionária para frequentar a faculdade de medicina em Calcutá, onde se tornou a primeira mulher birmanesa a obter uma licença médica, em 1911. Ela obteve treinamento adicional em saúde pública no Royal College of Physicians and Surgeons em Dublin, sendo "a primeira estudante birmanesa a ganhar uma bolsa".

## Carreira médica e atividades missionárias
Dizia-se que Saw Sa era a única mulher médica na Birmânia quando voltou para Rangoon em 1913. De 1914 a 1921, ela foi superintendente do Hospital Maternidade Lady Dufferin em Rangoon. Sua irmã e primas estavam entre as enfermeiras do hospital.[6] Ela publicou um livro, Midwifery (1921). Depois de 1921, ela abriu um consultório médico particular em Rangoon, e dirigiu um hospital de caridade. Durante a Segunda Guerra Mundial, ela tratou das vítimas de guerra.
Em 1921, Saw Sa viajou para os Estados Unidos. Ela participou da reunião da Sociedade Americana de Missionários Batistas Estrangeiros em Des Moines, Iowa, representando o trabalho da organização na Índia e na Birmânia. Os participantes da convenção deram a ela uma "chuva de livros" de cerca de 800 volumes em inglês e assinaturas de revistas para levar de volta aos alunos da escola missionária em Rangoon. Ela serviu no Conselho Missionário Internacional quando este se reuniu em Lake Mohonk, Nova Iorque. Ela continuou seus estudos em medicina na Universidade Johns Hopkins. Ela foi considerada a primeira mulher birmanesa a "fazer uma viagem ao redor do mundo".

## Política
Saw Sa serviu no comitê executivo da All-Burma Baptist Woman's Missionary Society, quando esta se formou em 1926. Em 1927, ela atuou no Comitê Local da Birmânia no sétimo congresso da Far Eastern Association Of Tropical Medicine. Em 1934, ela falou a favor do sufrágio das mulheres casadas na Birmânia, no Women's Freedom League Club em Londres, e enquanto era delegada em reuniões sobre a separação administrativa da Birmânia da Índia sob o domínio colonial britânico. "Reivindicamos a franquia de esposa para as esposas de todos os homens que votam em outras qualificações", declarou ela, acrescentando "No princípio da igualdade de status com os homens, não somos a favor de ter cadeiras reservadas para mulheres." Em 1937, Saw Sa foi eleita para a câmara alta do Senado birmanês, tornando-se sua primeira mulher legisladora.
A Dra. Saw Sa recebeu seu MBE em 3 de junho de 1935.

## Vida pessoal
Saw Sa morreu em 28 de fevereiro de 1962; ela tinha 77 anos.